# Ejtan Stibbe

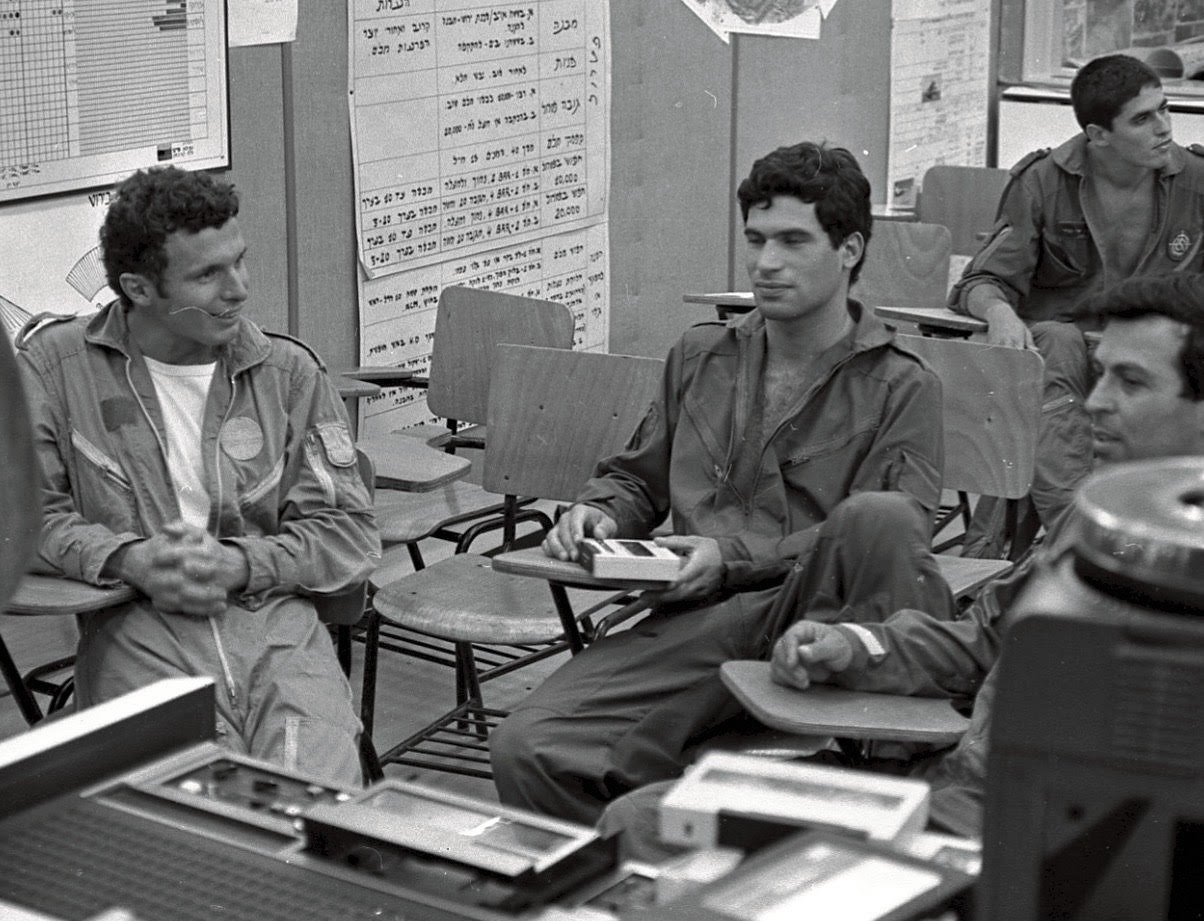
Ejtan Stibbe (uprostřed) během vojenské služby (1976 – 1984)

Eytan Meir Stibbe (* 1958, hebrejsky איתן מאיר סְטִיבֶּה‎) je izraelský stíhací pilot, podnikatel a vesmírný turista, 583. člověk ve vesmíru. Po vojenské a podnikatelské kariéře se věnuje filantropii. V roce 2022 pobýval 16 dní na Mezinárodní vesmírné stanici (ISS) během kosmického letu Axiom Mission 1.

## Život a vzdělání
Stibbe se narodil 12. ledna 1958 v Haifě v Izraeli. Několik let vyrůstal v USA kvůli doktorátu svého otce v oboru půdy a vody. Po jeho získání se rodina v Ejtanových sedmi letech vrátila do Izraele a usadila se v Ramat Ganu, předměstí Tel Avivu, kde otec pokračoval ve vědecké kariéře a matka byla sociální pracovnicí. Etjan studoval na dobře hodnocené škole Blich High School, hrál na housle, věnoval se judu, a to dokonce jako člen juniorského národního týmu. Byl také aktivním skautem.
Od roku 1985 je ženatý s psychoterapeutkou Orou Etrog Stibbe. Žijí v izraelském Tel Avivu, mají spolu tři děti a díky nim i čtyři vnoučata.

## Vojenská kariéra
V červenci 1976 Stibbe nastoupil do kurzu pro stíhací piloty Izraelského vojenského letectva (IAF). Postupně byl pilotem letounů Skyhawk A-4, Phantom F-4 a F-16 a po ukončení vojenské služby v roce 1984 pokračoval jako záložník až do roku 2012. Během války v Perském zálivu v roce 1991 sloužil jako starší operační velitel formace pod 117. letky pod velením Ilana Ramona, pozdějšího prvního izraelského kosmonauta. V letech 2013-2019 sloužil v záloze jako letecký instruktor v kurzu pro bojové piloty na Letecké akademii Izraelských vzdušných sil. Během 43 let v IAF Stibbe uskutečnil tisíce letů a obdržel řadu ocenění.

## Podnikatelská kariéra
V roce 1984, po ukončení vojenské služby, se Stibbe připojil k týmu poradců společnosti Israel Aircraft Industries, který pracoval na vývoji systémů pro letoun Lavi.
V roce 1985 byl jedním ze zakladatelů společnosti Elar (později LR Group), která vytvářela infrastrukturu v rozvojových zemích, např. systémy protivzdušné a námořní obrany, mobilních a satelitních komunikačních systémů, projekty rozvoje zemědělství, zakládání vesnic pro mládež a další. Na starosti měl rozvoj aparátu pro financování mezinárodních projektů ve spolupráci s mezinárodními rozvojovými bankami a institucemi. V roce 2011 z LR Group odešel a svůj třetinový podíl ve společnosti prodal. V roce 2012 získal 35 % společnosti Mitrelli, která se zabývá inženýrskou činností, zadáváním veřejných zakázek a výstavbou v podobných oborech činnosti jako LR Group. V roce 2018 opustil i tuto společnost a svůj podíl v ní prodal.
Stibbe vedle toho v roce 2010 založil fond Vital Capital, jehož cílem je investovat do podniků zlepšujících ekonomický, osobní a sociální blahobyt komunit s nízkými a středními příjmy. Díky těmto iniciativám získaly miliony lidí poprvé základní služby, jako je čistá pitná voda, elektřina a zdravotnické služby. Během deseti let svého působení si Vital Capital získal mezinárodní uznání jako názorový vůdce a průkopník v oblasti dopadových investic.
Je také členem poradního výboru Bridges Israel, fondu pro dopadové investice, který investuje do izraelských podniků, společníkem ve společnosti HarTech, která vyvíjí simulační systémy a několika společností v oblasti zdravotnictví a on-line výuky.

## Filantropie
Když se Eytan Stibbe během vojenské služby seznámil Ilanem Ramonem, vzniklo mezi nimi a oběma rodinami blízké přátelství. Stibbe dokonce několikrát navštívil Ramonovu rodinu v Houstonu během přípravy na Ramonův kosmický let. Tam Stibbe nahlédl do problematiky kosmického výzkumu. Poté, co Ramon 1. února 2003 zahynul při tragické nehodě při přistání raketoplánu Columbia (let STS-107), a při leteckém výcviku v roce 2009 nepřežil nehodu jeho syn Asaf, založila vdova po Ilanu Ramonovi a matka Asafa Rona Illan s pomocí malé skupiny blízkých přátel nadaci, jejímž posláním je zachovat vizi Ilana a Asafa prostřednictvím programů na podporu akademické excelence, vůdčích schopností a studia letectví a vesmíru. Stibbe patří mezi zakladatele Ramonovy nadace, je členem její správní rady a o celá léta až do současnosti se aktivně zapojoval do její činnosti. Ke svému vesmírnému letu v roce 2022 se vydal jejím jménem.
Stibbe spolu s manželkou Orou založili obecně prospěšnou společnost Anatta, která podporuje sociální a vzdělávací iniciativy, a založili léčebné centrum Human Spirit ve smíšeném židovsko-arabském městě Lod ve středním Izraeli, které poskytuje dotovanou léčbu duševního zdraví klientům s nízkými příjmy. Stibbe je vedle toho aktivním členem řídícího výboru Centra pro africká studia na Ben-Gurionově univerzitě v Negevu v Be'er Ševě, členem řídícího výboru správní rady Haifské univerzity, čestným členem Hebrejské univerzity v Jeruzalémě a členem řídících výborů nebo správních rady různých akademií, nevládních organizací a iniciativ, které se věnují humanitním vědám, vzdělávání, umění a kultuře.
Jako průkopník v této oblasti je Stibbe členem Světového ekonomického fóra (WEF) se sídlem v Ženevě.

## Astronaut
V listopadu 2020 bylo oznámeno, že se Stibbe stal jedním ze tří vesmírných turistů, kteří společně s profesionálním astronautem vytvoří posádku prvního soukromého letu společnosti Axiom Space. Za svou účast v programu Axiom zaplatil stejně jako zbylí dva kolegové 55 milionů dolarů, z nichž asi 350 tisíc dolarů připadne NASA.
Loď Crew Dragon Endeavour k letu Axiom Mission 1 (Ax-1) odstartovala po několika odkladech 8. dubna 2022 a o den později se připojila k Mezinárodní vesmírné stanici, několik dní po zahájení dlouhodobé Expedice 67. Stibbe se ve svých 64 letech stal třetím nejstarším člověkem, který se kdy podíval do vesmíru (rekord drží první americký astronaut John Glenn, který se ke svému druhému a poslednímu letu v roce 1998 vydal v 77 letech, druhým v pořadí je Stibbeho kolega z mise Ax-1 Larry Connor, který startoval v 72 letech). Let Ax-1 měl trvat zhruba 10 dní a Stibbe během něj uskutečnil vědecké experimenty z astrofyziky, zemědělství, optiky, komunikace, biologie, zdravotnictví, neurologie a oftalmologie. Ty byly vybrány ve spolupráci s Izraelskou kosmickou agenturou a Ministerstvem inovací, vědy a technologie Izraele tak, aby mělo potenciál vést k technologickým, vědeckým a lékařským objevům schopným ovlivnit kvalitu lidského života na Zemi a budoucnost dlouhodobých misí lidstva mimo rodnou planetu. Po dokončení programu byl ovšem odlet původně plánovaný na 18. dubna několikrát odložen kvůli špatnému počasí v možných lokalitách pro přistání a uskutečnil se až 25. dubna po 17 dnech, 1 hodině a 49 minutách letu. Tři platící astronauti včetně Stibbeho za svůj prodloužený pobyt na ISS nemuseli uhradit žádný dodatečný poplatek. Ředitel provozu společnosti Axiom Space Derek Hassmann novinářům během telekonference pro média po přistání řekl, že zpoždění nejsou neobvyklá a že s nimi předem počítala smlouva, kterou s NASA podepsali.